# Marie Byrdland

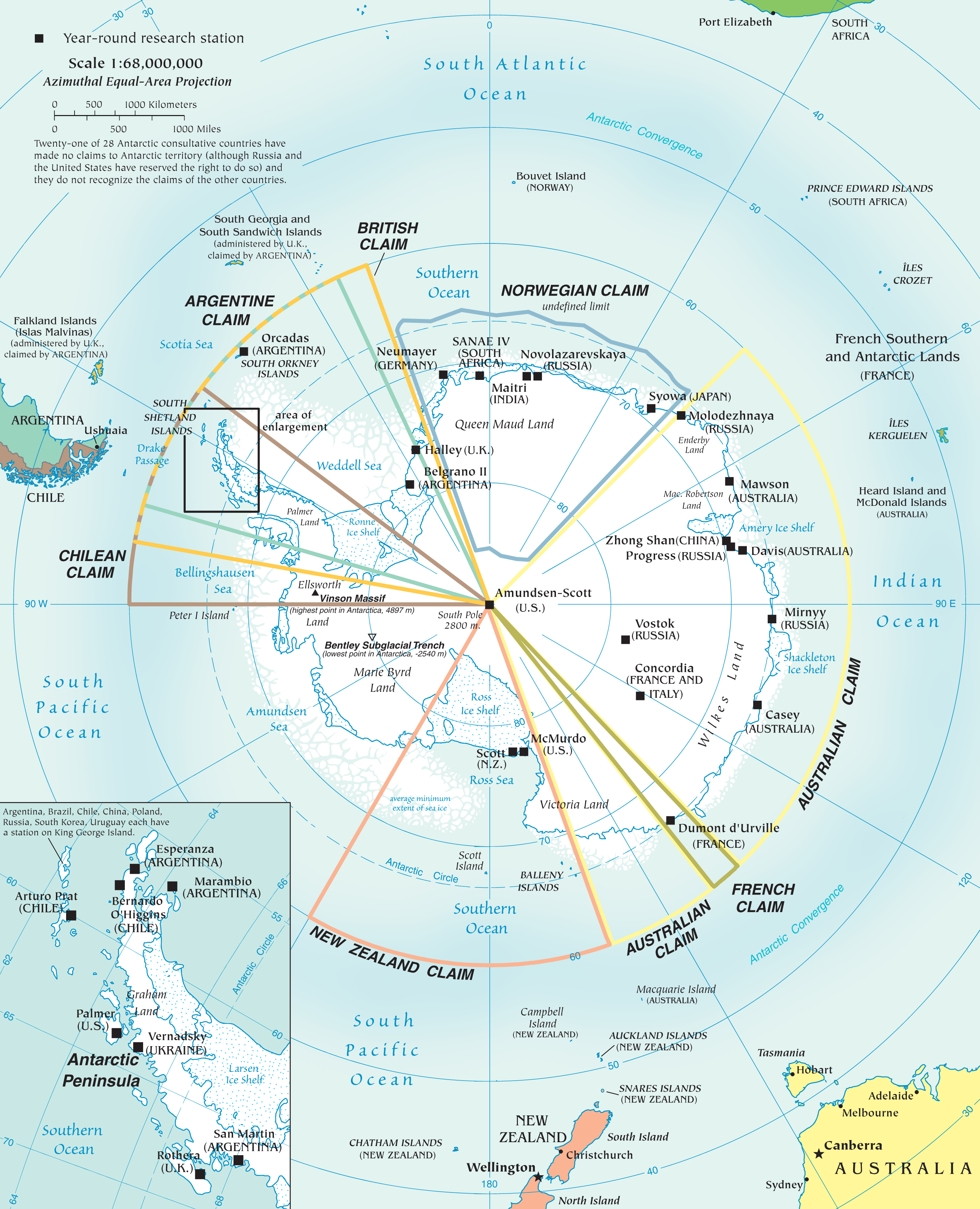
Kaart van Antarctica, met aanduiding van de geclaimde en niet-geclaimde gebieden

Marie Byrdland is een deel van West-Antarctica, dat ten oosten ligt van de Ross-ijsplateau en de Rosszee en ten zuiden van de Grote Oceaan. Aan de oostelijke kant reikt Marie Byrdland tot aan het Vinsonmassief. Nauwkeuriger kan men zeggen dat Marie Byrdland tussen 158°W en 103°24'W ligt en het heeft een oppervlakte van 1,610,000 km². De naam is afkomstig van Admiraal Richard E. Byrd, die het verkende gebied naar zijn vrouw noemde in 1929.
Omdat het gebied zo afgelegen is, zelfs voor Antarctische standaarden, is het grootste deel van Marie Byrdland niet geclaimd door een staat. Het is ook geen erkende staat, waardoor het het grootste niet geclaimde gebied van de wereld is.
Marie Byrdland beslaat vijf kustgebieden.
| Nr. | Sector            | Westgrens | Oostgrens |
| --- | ----------------- | --------- | --------- |
| 1   | Kust van Saunders | 158°00'W  | 146°31'W  |
| 2   | Kust van Ruppert  | 146°31'W  | 136°50'W  |
| 3   | Kust van Hobbs    | 136°50'W  | 127°35'W  |
| 4   | Kust van Bakutis  | 127°35'W  | 114°12'W  |
| 5   | Kust van Walgreen | 114°12'W  | 103°24'W  |
|     | Marie Byrdland    | 158°00'W  | 103°24'W  |